# ZOO (曲)
「ZOO」（ズー）は、辻仁成が作詞・作曲した楽曲。
川村かおりへの提供曲で1988年11月2日にシングルで発売された。
辻は自身を中心とするロックバンドECHOESで翌1989年3月発売のシングルでセルフカバー。
ECHOESで発表する際、川村版から歌詞が一部変更されている。
各種カバー（「ZOO 〜愛をください〜」も含む）ではECHOES版の歌詞が用いられている。

## 川村かおりのシングル
川村かおりの「ZOO」は、1988年11月2日にポニーキャニオン/SEE・SAWから1枚目のシングルとして発売。同年11月21日に発売アルバム『ZOO』表題曲。同アルバム先行シングル。辻仁成が編曲も手がける。シングルヴァージョンとアルバムヴァージョンではアウトロが異なる。

### 解説
- 後述のドラマ主題歌使用により2000年8月19日[1]にC/Wを変更して12cmCDで再発売。
- 2009年5月27日発売アルバム『K』に上田ケンジ編曲の「ZOO （20 anniversary ver）」が収録。ミュージック・ビデオが新たに制作された。

### 川村かおり版シングル収録曲
- 作曲・編曲：辻仁成

1988年盤
1. ZOO
作詞：辻仁成
2. 365日の戦争
作詞：Kaori

2000年盤
1. ZOO
2. Sweet Little Boy
3. 真っ白な月-Moon On The Destiny-

### 川村かおり版収録アルバム
1. オリジナル『ZOO』（1989年4月21日）
2. ベスト『Church』（1991年3月12日）
3. ベスト『Anthology 川村かおり BEST』（2003年4月16日）
4. ベスト『川村かおり ベスト・コレクション』（2008年7月16日）
5. オリジナル『K』（2009年5月27日）
6. ライブ『Message-Last Live 2009.05.05-』（2010年7月28日）
7. ベスト『メモリアルベスト 39番目の夢』（2014年7月16日）

## ECHOESのシングル
ECHOESの「ZOO」は、1989年3月21日に、CBS・ソニーから6枚目のシングルとして発売。

### 解説
TBS系ドラマ『はいすくーる落書』の劇中歌（挿入歌は主題歌と同様に、THE BLUE HEARTS）、フジテレビ系ドラマ『愛をください』主題歌。
シングルヴァージョンはフェイドアウトするタイミングがアルバムヴァージョンより早い。
1989年のオリジナル盤収録の「SURPRISE」はオリジナル・アルバム未収録曲であり2010年の『GOLDEN☆BEST ECHOES』にて発売21年にしてアルバム初収録。
主題歌に起用されたことにより本作は2000年に新たに再発売。アルバム・ヴァージョンを基にマイケル・ツィマリングにより新たなミックスが施された。2000年再発盤シングル（C/W「GENTLE LAND」）はアルバム・リマスター盤に収載されているディスコグラフィには「ZOO (new mix)」と記されている。本作の発売を機にベスト・アルバム（マイケル・ツィマリング・ミックス）が発売、一夜限りの再結成・日本武道館ライブが催された。
2002年には、国際協力機構（JICA）の青年海外協力隊シニアボランティア募集CMソングに採用されている。

### ミュージック・ビデオ
2000年再発の際、1989年版と別に新たにミュージック・ビデオが作られた。

### 記録
4週目で初のTOP10入りし、6週目で最高順位である4位を記録、6週間TOP10をキープした（うち2週は「ZOO 〜愛をください〜」と同時）。最終的に50万枚以上を売上、ECHOES最大のヒット曲となった。既に解散から長い年月が経っていながら過去発売曲が大ヒットとなったのは稀有である。
2000年に再発の際、オリコンで初登場19位を記録。この時点で、ECHOESのシングル中、最高順位・最高売上を更新した（どちらもそれまではオリジナル盤の「ZOO」）。

### ECHOES版シングル収録曲
- 全作詞・作曲：辻仁成（特記以外） 編曲：ECHOES

1989年盤
1. ZOO
2. SURPRISE
作曲：ECHOES

2000年盤
1. ZOO
2. GENTLE LAND

### ECHOES版収録アルバム
1. オリジナル『Dear Friend』（1989年4月21日）
2. オムニバス『ROCK BEST NOW』（1989年7月21日）
3. ベスト『The Best of ECHOES GOLD WATER』（1990年12月1日）
4. ベスト『BEST OF BEST』（2000年9月20日）
5. オムニバス『J-POP CAFE』（2003年）
6. オムニバス『LOVE STORIES II』（2003年10月1日）
7. オムニバス『30-35 vol.1「もう一回、バンドやろうぜ!」』（2005年4月6日）
8. オムニバス『Love II 〜memory of melody〜』（2006年2月22日）※Remix
9. オムニバス『J-Love』（2008年3月）
10. オムニバス『クライマックス 80's BLUE』（2008年12月24日）
11. ベスト『GOLDEN☆BEST ECHOES』（2010年3月10日）※「SURPRISE」アルバム初収録
12. ライブ『ECHOES ROCK'N'ROLL ENGINE 2012 ～連帯の日～ そのうち愛がないなら、今すぐ僕らは手をつなげ』（2012年10月4日）

## ZOO 〜愛をください〜
「ZOO 〜愛をください〜」（ズー あいをください）は、菅野美穂がフジテレビ系ドラマ『愛をください』に主演した際の役名「蓮井朱夏」名義で唯一リリースしたシングルで、2000年9月7日に発売された。

### 解説
この曲は、菅野美穂がドラマで演じた遠野李理香（芸名：蓮井朱夏）がドラマ内で披露した曲を、実際に発売したもの。いわゆる企画作品（バーチャルアーティスト作品とも呼ばれる）の類。本作シングル発売に先行して、2000年7月にECHOES版シングル、8月に川村かおり版シングルが再発売されている。
辻仁成はプロデュースの他、バッキング・ヴォーカルでも参加している。
菅野がこの曲をテレビで披露したのは、ドラマを放送していたフジテレビ系列の『HEY! HEY! HEY! MUSIC CHAMP』と『堂本兄弟』だけであった。
菅野のシングル作品は1996年に発売した「あの娘じゃない」以来およそ4年振りで、このシングル発売に関して発売元を菅野美穂名義の作品で発売していたビクターエンタテインメントではなく辻のレーベル・Passàggio Discs（SMEJ Associated Records）レーベルからリリース。2015年にビクターから発売された『ゴールデン☆ベスト　菅野美穂』において、ソニーからの原盤貸与によりボーナス・トラックとしてアルバムに初収録となった。

### ミュージック・ビデオ
この曲のミュージック・ビデオは、ドラマの映像も使われているため、映像右上には「映像提供：フジテレビ」と表示された。

### 記録
オリコンシングルチャートでは2週目で最高位3位、売上は50万枚を記録、ヒット作となった。ECHOES盤にも迫るヒットで、どちらも50万枚以上の売上。菅野のシングルとしては1995年の「恋をしよう!」（34位、同チャート調べ）の記録を大幅に更新、最大のヒットとなった。YUKIの『OH! MY RADIO』に出演した際、菅野の曲をかけてもらう時にこの曲が選ばれている。

### 「ZOO 〜愛をください〜」シングル収録曲
- 全作詞・作曲：辻仁成

1. ZOO 〜愛をください〜
  - フジテレビ系ドラマ「愛をください」挿入歌
2. ZOO 〜愛をください〜 instrumental version
3. ZOO 〜愛をください〜 acoustic TV version

### 菅野美穂版収録アルバム
1. ベスト『ゴールデン☆ベスト 菅野美穂』（2015年6月24日）

## 辻仁成によるセルフカヴァー
2013年にパリでレコーディング。LIVEでは歌っていたが初のCD化。
- アルバム「コトノハナ〜super best of Jinsei TSUJI〜」（2014年4月2日）に収録。

2015年のLIVEを配信。
- アルバム「人生劇場 Jinsei Tsuji Live 2015」（2016年7月6日）に収録。

TSUJI名義でZooと改題してアルバムに新録。
- アルバム「JAPANESE SOUL MAN」（2022年12月10日）に「Zoo」と改題して収録。

## その他のカバー
- 伴都美子 - アルバム『VOICE 2〜cover lovers rock〜』（2008年）に収録。
- 沼倉愛美 - アルバム『THE IDOLM@STER STATION!!! THIRD TRAVEL WANTED』（2011年）に収録。
- 福山雅治 - アルバム『魂リク』（2015年）に収録。
- ちく☆たむ - シングル「どうぶつ!よーいドン!」（2018年）に収録。

## 替え歌
- 嘉門タツオ - シングル『替え唄メドレー2001』（2001年4月21日）の同名曲に収録（サビのみ）。